# Eumecopterus nanus
Eumecopterus nanus är en insektsart som först beskrevs av Giglio-tos 1898.  Eumecopterus nanus ingår i släktet Eumecopterus och familjen vårtbitare. Inga underarter finns listade i Catalogue of Life.